# Nicànor (gramàtic)
Nicànor (grec antic: Νικάνωρ) va ser un gramàtic grec que va viure en temps de l'emperador Hadrià sobre l'any 127.
Era nadiu d'Alexandria segons Suides i de Hieràpolis segons Esteve de Bizanci. Els seus treballs es dedicaven principalment a la puntuació, per la qual cosa va rebre el nom absurd de Στιγματίας (marcat amb foc). Per la seva dedicació a la puntuació a l'obre d'Homer és anomenat per Bizantí ό νέος Ὅμηρος (el nou Homer). També va escriure tanmateix sobre la puntuació a l'obra de Cal·límac i l'obra Περὶ καθόλου στιγμῆς.